# Tove Bang
Tove Bang (18. februar 1904 i København – 26. marts 1977 smst) var en dansk skuespillerinde.
Hun blev uddannet på Det kongelige Teaters elevskole 1921-1923.
Hun var knyttet til Odense Teater i perioderne 1927-1928, 1933-1934 og 1941-1942.
Sidenhen fik hun engagementer ved flere københavnske scener, bl.a. på Riddersalen, Det ny Teater og Folketeatret.
Fra 1960 gav hun undervisning på diverse teatres elevskoler.
Hun var gift med skuespilleren Jakob Nielsen.

## Udvalgt filmografi
Blandt de film hun medvirkede i kan nævnes:
- De bør forelske Dem – 1935
- Den mandlige husassistent – 1938
- Under byens tage – 1938
- Jeg har elsket og levet – 1940
- En pige med pep – 1940
- En mand af betydning – 1941
- Tag det som en mand – 1941
- Natekspressen (P. 903) – 1942
- Kriminalassistent Bloch – 1943
- Spurve under taget – 1944
- Hr. Petit – 1948
- Kristinus Bergman – 1948
- Kampen mod uretten – 1949
- Nålen – 1951
- Unge piger forsvinder i København – 1951
- Kriminalsagen Tove Andersen – 1953
- Mod og mandshjerte – 1955
- Weekend – 1962
- Premiere i helvede – 1964
- Utro – 1966
- Tre slags kærlighed – 1970

## Eksterne links
- Tove Bang på Internet Movie Database (engelsk)
- Tove Bang på Filmdatabasen
- Tove Bang på danskefilm.dk
- Tove Bang på danskfilmogtv.dk
- Tove Bang på Svensk Filmdatabas (svensk)
- Tove Bang på The Movie Database (engelsk)
- Tove Bang på gravsted.dk

|  | Artiklen om skuespilleren Tove Bang kan blive bedre, hvis der indsættes et (bedre) billede. Du kan hjælpe ved at uploade et godt billede til Wikimedia Commons iht. de tilladte licenser og indsætte det i artiklen. Eller du kan søge efter eksisterende filer på Wikimedia Commons eller på Flickr - fx med værktøjet Free Image Search Tool. |